# Sam Hazeldine
Samuel Hazeldine (nascido em 29 de Março de 1972) é um ator inglês, conhecido por interpretar Ivan no filme The Raven.

## Infância
Sam, nascido em Hammersmith, Londres, é filho do ator James Hazeldine e Rebecca Moore. Tem uma irmã chamada Chloe Hazeldine.
Depois mover-se de Londres para Manchester, a cidade natal de seu pai, a família se estabeleceu em Tottenham, North London onde Sam frequentou a Lancasterian Junior School até os oito anos. Quando o pai de Sam se mudou para Stratford-upon-Avon para a Royal Shakespeare Company para apresentações de 1980 e 1981, Sam foi tirado da escola de London para acompanhá-lo. Ele passava grande parte do seu tempo assistindo seu pai em seus ensaios antes deles voltarem para Tottenham.
Com as tensões crescentes na região de North London e após seguidos roubos na cidade, a família deixou sua casa em Broadwater Road e se mudou para Banbury, Oxfordshire, onde Sam frequentou a Banbury School até seus dezesseis anos.
Sam frequentou a Royal Academy of Dramatic Art (RADA) junto com alguns atores como: Andrew Lincoln, Shaun Parkes, Jonathan Slinger, Stephen Mangan, Sarah Preston e Dawn McDaniel entre outros, antes de sair em 1993 para tentar a carreira musical.

## Carreira
Hazeldine voltou a atuar em 2003 e logo teve sua estréia como profissional como D.C. David Butcher na série Prime Suspect 6. Desdde então ele desempenhou vários papéis em filmes, na televisão e no teatro.

### Interpretações no teatro
- George na peça Blues for Mister Charlie, da Talawa Theatre Company (2004)
- Horácio na peça Hamlet, do English Touring Theatre (2006)
- Cássio na peça Otelo, da Salisbury Playhouse (2007)
- Tom Connor na peça Snowbound, do Trafalgar Studios (2008)[3]
- Lenny na peça The Homecoming, do York Theatre Royal (2009)[4]
- The Soldier na peça The Gods Weep, da Royal Shakespeare Company (2010)
- Turner na peça Ditch, da HighTide/Old Vic Tunnels (2010)[5]

## Filmografia
| Televisão | Televisão                 | Televisão          | Televisão                                                    |
| Ano       | Título                    | Papel              | Notas                                                        |
| --------- | ------------------------- | ------------------ | ------------------------------------------------------------ |
| 2003      | Prime Suspect             | D.C. David Butcher | Telefilme "Prime Suspect 6: The Last Witness"                |
| 2004      | Shameless                 | Quentin            | Série de Televisão: Episódio #1.3                            |
| 2004      | Passer By                 | Jovem              | Telefilme                                                    |
| 2004      | The Bill                  | David Latham       | Série de Televisão - Episódio: 199                           |
| 2005      | Doctors                   | Rob Tanner         | Série de Televisão - Episódio: Dream Lover                   |
| 2005      | Dalziel and Pascoe        | Sean Doherty       | Série de Televisão - Episódio: Dust Thou Art                 |
| 2005      | New Tricks                | Mark Lane          | Série de Televisão - Episódio: Episode 2.3                   |
| 2006      | Life on Mars              | Collin Raimes      | Série de Televisão - Episódio:Episode 1.1                    |
| 2006      | Foyle's War               | Will Grayson       | Série de Televisão - Episódio: Invasion                      |
| 2006      | Holby City                | Philip Jennssen    | Série de Televisão - Episódio: Snake in the Grass            |
| 2006      | Robin Hood                | Owen               | Série de Televisão - Episódio: Who Shot the Sheriff?         |
| 2007      | The Extraordinary Equiano | Captain Pasqual    | Telefilme                                                    |
| 2007      | Persuasion                | Charles Musgrove   | Telefilme                                                    |
| 2007      | Midsomer Murders          | Simon Dixon        | Série de Televisão - Episódio: 4 episodes                    |
| 2007      | The Bill                  | Graham Butler      | Série de Televisão - Episódio: Love, Lies and Limos          |
| 2008      | Emmerdale Farm            | Dr. Roger Elliot   | Série de Televisão - Episódio: Puff of Smoke                 |
| 2008      | Heartbeat                 | Frank Kelly        | Série de Televisão - Episódio: Living Off the Land           |
| 2009      | Waterloo Road             | Capitão Andy Rigby | Série de Televisão - Episódio: #4.15                         |
| 2009      | Paradox                   | Matt Hughes        | Série de Televisão - Episódio: #1.5                          |
| 2010      | The Little House          | David              | Série de Televisão - 2 episódios                             |
| 2011      | Lewis                     | Dane Wise          | Série de Televisão - Episódio: The Mind Has Mountains        |
| 2011      | Shameless                 | Quentin            | Série de Televisão: Episódio #8.12                           |
| 2012      | Eternal Law               | Bruno              | Série de Televisão - Episódio: #1.6                          |
| 2012      | Accused                   | Ray Dakin          | Série de Televisão - Episódio: Tina's Story                  |
| 2013      | Ripper Street             | George Doggett     | Série de Televisão - Episódio: The Weight of One Man's Heart |
| 2013      | Lightfields               | Albert Felwood     | Minissérie - 5 episódios                                     |
| 2014      | Resurrection              | Caleb Richards     | Série de Televisão - Elenco principal                        |

| Filmes | Filmes                            | Filmes             | Filmes         |
| Ano    | Filme                             | Papel              | Notas          |
| ------ | --------------------------------- | ------------------ | -------------- |
| 2004   | Bridget Jones: The Edge of Reason | Jornalista         |                |
| 2005   | Chromophobia                      | Assistente Musical |                |
| 2008   | Trip                              | Pai                | Curta-metragem |
| 2009   | Good as Gone                      | Red                |                |
| 2010   | O Lobisomem                       | Horatio            |                |
| 2010   | Just Before Dawn                  | Lewis              | Curta-metragem |
| 2011   | Weekender                         | Maurice            |                |
| 2011   | Don't Let Him In                  | Shaun              |                |
| 2011   | Ouroboros                         | Damien             | Curta-metragem |
| 2011   | Lullaby                           | Gary               | Curta-metragem |
| 2012   | The Raven                         | Ivan Reynolds      |                |
| 2012   | Dead Mine                         | Vic Stanley        |                |
| 2012   | Riot on Redchurch Street          | Ray Mahoney        |                |
| 2013   | The Machine                       | James              |                |
| 2014   | The Monuments Men                 | Coronel Langton    |                |